# Vincenzo da Via Anfossi

## Biografía
Vincenzo da Via Anfossi creció en un boulevar popular en Milano Italia, "Via Anfossi", de este boulevar toma su nombre artístico. 
Iniciò su carrera como escribano por 16 K después miembro de la banda musicale Armata 16.
En 1999 el rapero comenzó a trabajar con los productores de hip hop, su carrera como rapero fue lanzada por el disco "Spiriti Liberi". 
El primero disco en solitario, "L'Ora d'Aria", ha obtenido mucha popularidad. 
Distribuido por Universal Music y producido por Don Joe y Deleterio, miembros de la Dogo Gang. 
En 2008 colabora con Marracash para un tour.
Una vez más con Marracash, ha participado a los MTV Europe Music Awards con otros artistas italianos Finley, Baustelle, Fabri Fibra y Sonohra como mejor artista italiano por el año 2008.

## Discografía

### ConArmata 16
- 1999: Spiriti Liberi

### Con laDogo Gang
- 2004: PMC VS Club Dogo The Official Mixtape
- 2005: Roccia Music
- 2008: Benvenuti nella giungla

### Solitario
- 2008: L'ora d'aria

### Collaborationes
- 2003
  - Club Dogo ft. Vincenzo da via Anfossi - Sangue e filigrana (prod. Don Joe - da Mi Fist)
  - Club Dogo ft. Vincenzo da via Anfossi - Phra (prod. Don Joe - da Mi Fist)
- 2004
  - Tuer ft. Vincenzo da via Anfossi - Occhi per vedere (prod. Dj Paolino e Don Joe - Da EP)
- 2005
  - Don Joe & Grand Argent ft. Ask, Vincenzo da Via Anfossi & Marracash - Hustlebound (prod. Don Joe - da Regular)
  - Guè Pequeno & Deleterio ft. Vincenzo da Via Anfossi & Marracash - Che nessuno si muova (prod. Deleterio - da Hashishinz Sound Vol. 1)
- 2006
  - Rischio ft. Jake La Furia, Marracash & Vincenzo da via Anfossi - Il giustiziere della notte (prod. Dj Shablo - da Reloaded - Lo spettacolo è finito pt.II )
  - Thug Team ft. Marracash & Vincenzo da Via Anfossi - Grossi calibri (da Strategie)
  - Club Dogo ft. Mc Mars & Vincenzo da Via Anfossi - Don't Test (prod. Don Joe - da Penna capitale)
  - Gel & Metal Carter ft. Guè Pequeno, Vincenzo da Via Anfossi & Julia - Lavaggio del cervello (prod. Lou Chano - I più corrotti)
- 2007
  - EnMiCasa ft. Club Dogo, Marracash & Vincenzo da Via Anfossi - La gente fa... (da Senza respiro)
  - Ted Bundy ft. Marracash & Vincenzo da Via Anfossi - Che ne sai della gang (prod. Strumentale U.S.A. - da Molotov Cocktail)
  - Noyz Narcos ft. Guè Pequeno & Vincenzo da Via Anfossi - Real Tv (prod. Noyz Narcos - da Verano zombie)
  - Space One ft. Club Dogo, Marracash & Vincenzo Da Via Anfossi - Pallottole nella lettera (prod. Don Joe - da Il ritorno)
  - Club Dogo ft. Marracash & Vincenzo Da Via Anfossi - Puro Bogotà (prod. Don Joe - da Vile denaro)
  - Fuossera ft. Marracash & Vincenzo da Via Anfossi - Solo andata (da Spirito e materia)
  - Montenero ft. Don Joe & Vincenzo da Via Anfossi - No so niente (prod. Don Joe & Deleterio - da Milano spara)
  - Montenero ft. Don Joe & Vincenzo da Via Anfossi - Così e basta (prod. Don Joe & Deleterio - da Milano spara)
- 2008
  - Marracash ft. Vincenzo da Via Anfossi & Jake La Furia - Quello Che Deve Arrivare - Arriva Arriva (da Marracash)
  - Sgarra ft. Jake La Furia & Vincenzo da Via Anfossi - Sub Zero (prod. Jake La Furia - da Disco Imperiale)
  - Sgarra ft. Vincenzo da Via Anfossi - Libero Arbitrio (prod. Jake La Furia - da Disco Imperiale)

## Collegamento esterno
- MySpace official

## Video de YouTube
- My Love
- Il Primo e l'Ultimo
- 9mm

- Datos: Q1087374
- Multimedia: Vincenzo da Via Anfossi / Q1087374